# Dorysthenes paradoxus
Dorysthenes paradoxus là một loài bọ cánh cứng trong họ Cerambycidae.